# チャンデーリー

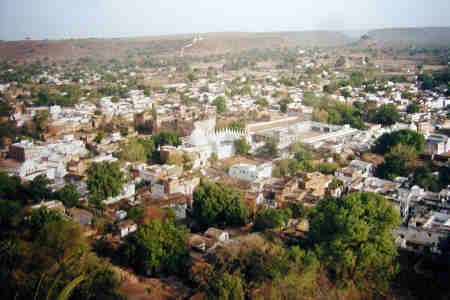
チャンデーリーの街並み

チャンデーリー（ヒンディー語：चंदेरी、Chanderi）は、インドのマディヤ・プラデーシュ州、アショークナガル県の都市。

## 歴史

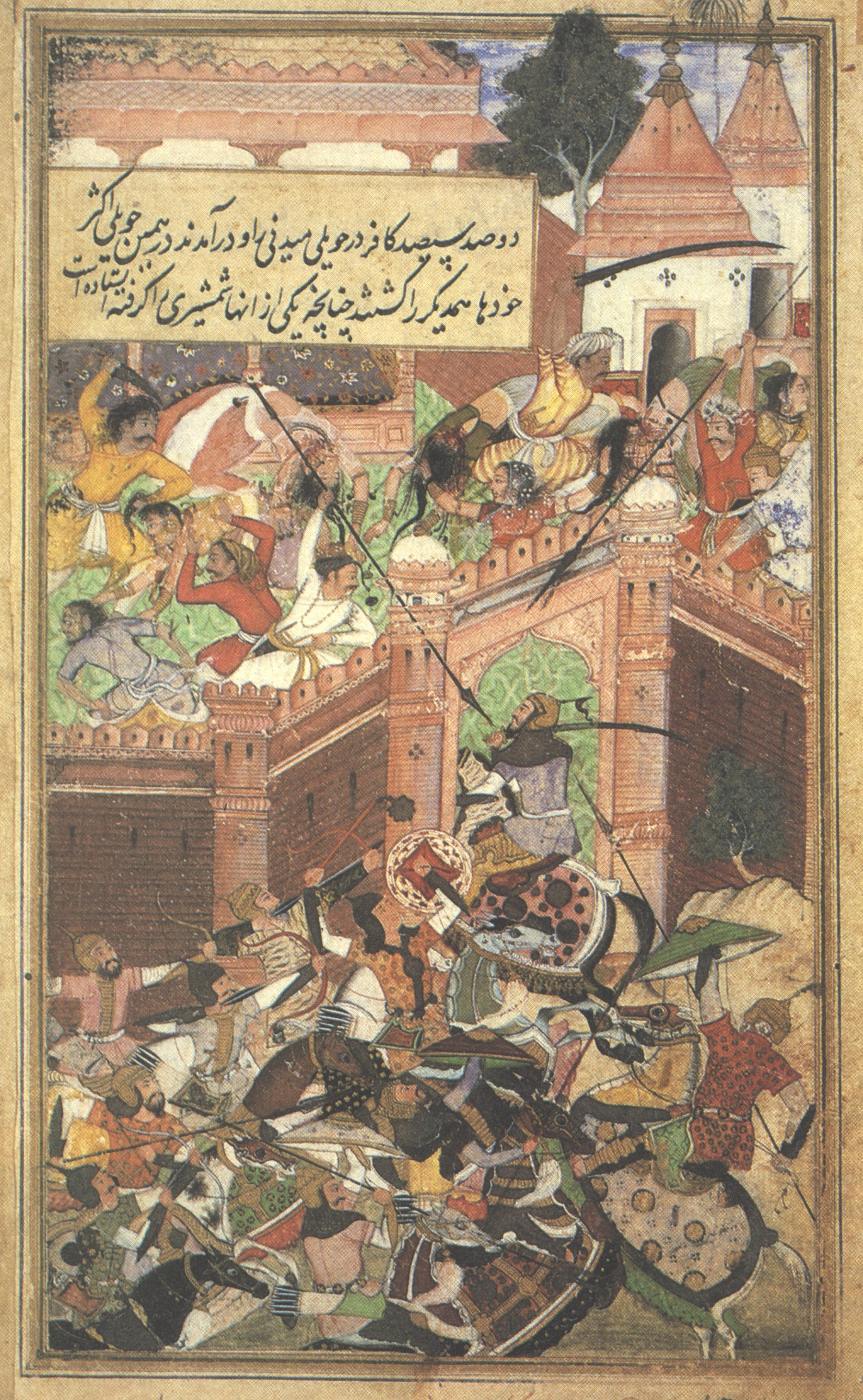
チャンデーリーを攻撃するムガル帝国軍

1030年には、ペルシアの旅行家アブー・ライハーン・ビールーニーがこの都市に関して言及している。
1251年、奴隷王朝のギヤースッディーン・バルバンによって占領された。
1520年、メーワール王国の君主サングラーム・シングがチャンデリーを奪取した。
1528年、ムガル帝国の皇帝バーブルがチャンデリーをメーディニー・ラーイから奪った。
1483年、マールワー・スルターン朝によって占領される。
1540年、スール朝のシェール・シャーによって占領され、シュジャーアト・ハーンに統治を委ねた。
1586年、ブンデーラー族のラージプートがチャンデーリーを占領した。
1811年、シンディア家のダウラト・ラーオ・シンディアによって占領された。
1857年にインド大反乱で反乱軍に奪われるが、1858年3月14日にイギリス軍に奪い返された。

### 地理
チャンデーリーは北緯24度43分 東経78度08分 / 北緯24.72度 東経78.13度に位置している。